# Eblisia calceata
Eblisia calceata är en skalbaggsart som först beskrevs av Cooman 1931.  Eblisia calceata ingår i släktet Eblisia och familjen stumpbaggar. Inga underarter finns listade i Catalogue of Life.